# 안설희
안설희(安雪希, 영어: Surl-Hee (Shirley) Ahn, 1989년 3월 2일~)는 안철수와 김미경 부부의 외동딸이자, 미국에서 활동중인 대한민국의 과학자이다.

## 학력
- 펜실베이니아 대학교 수학 학사
- 펜실베이니아 대학교 대학원 수학 석사
- 스탠퍼드 대학교 대학원 물리학 박사

## 생애
안설희 교수는 서울가원초등학교를 졸업하고 가원중학교 재학 중 미국 펜실베이니아 대학교로 유학길에 올랐다. 미국 펜실베이니아대에서 수학과 화학을 복수전공하고 스탠퍼드대에서 이론화학으로 박사학위를 받았다. 이후 샌디에이고 캘리포니아주립대에서 박사 후 연구원 과정을 밟았고 캘리포니아 대학교 샌디에이고 연구원으로 활동했다.
2020년에는 코로나바이러스감염증-19의 3차원 모양을 시연하고, 세계 슈퍼컴퓨터 학회(Association for Computing Machinery)에서 '고든벨(Gordon Bell) 특별상'을 받았다.
2021년 4월 1일에는 UN이 지정한 '세계여성과학자의 날' 특집 인터뷰로 선정되어 공개되었다. 2021년 6월에는 미국화학회에서 '젊은 연구원상'을 수상했다. 2021년 8월에는 국제 학술지 네이처 화학(Nature Chemistry)에 코로나19 바이러스의 스파이크 단백질이 어떻게 인체 세포를 열어 감염시키는지를 밝혀낸 논문에 제1저자로 등재됐다. 2021년 12월에는 안설희가 소속된 연구팀이 내놓은 코로나19 새 변이 바이러스 오미크론의 전염성 연구에 대한 결과물이 뉴욕타임스(NYT)에 실렸다. 안설희는 이 연구의 시뮬레이션을 주도했다고 NYT는 보도했다.
2022년 1월 3일에는 설날을 맞아 대한민국에 귀국해 안철수 후보의 지원유세를 돕기도 하였다.
2022년 7월에 캘리포니아 대학교 데이비스에서 화학공학과 조교수가 되었다.